# Monochamus latefasciatus
Monochamus latefasciatus là một loài bọ cánh cứng trong họ Cerambycidae.